# 山形大花火大会
山形大花火大会（やまがただいはなびたいかい）は、山形県山形市の須川河畔で開催される花火大会である。

## 概要
毎年お盆の時期にあたる8月14日に開催される。小雨決行で荒天の場合は中止となる。

## 歴史
山形大花火大会は、1980年より開催されている。当時の会場は現在の須川河畔ではなく、山形市内を流れる馬見ヶ崎川の河畔であった。初開催となる1980年の花火大会では約1000発と、現在よりは打ち上げが少なかったが、その後観客数と共に増加していった。かつての会場であった馬見ヶ崎川河畔は市の中心部であったこともあり、交通の便も現在の会場よりよかったが、打ち上げ場所の裏が山であったこともあり、花火の火の粉が山に燃え移って火事騒ぎが何度か発生した。これらを受け、1999年の第20回より安全面を考慮し現在の場所へと変更となった。市の中心部から郊外へと移ることとなったが、会場が以前より広くなり、以前よりも大きな花火が打ち上げられるようになった。
第38回（2017年）の開催では日本初となる花火とウォータースクリーンのコラボレーションを行った。節目となる第40回（2019年）は、山形市制施行130周年記念事業と題し開催され、テレビュー山形では山形県では初めてとなる花火大会の地上波生中継を行った他、YouTubeでも生配信が行われた。
第41回（2020年）は新型コロナウイルス感染拡大に伴い中止。新型コロナウイルスによる影響は翌年も続き、2021年は霞城公園に場所を移し無観客で開催することを発表。当日は雨天であったが約1万発の花火を打ち上げた。2022年、霞城公園を会場に3年ぶりに有観客で開催した。

## マスコットキャラクター
第34回（2013年）からマスコットキャラクターのはなぽんが登場した。

## 会場周辺
周辺は国道458号などがある。山形市郊外の西側で行われるが、駐車場もなく最寄駅も徒歩ではかなり距離があるため、交通アクセスも不便である。
高速道路でのアクセスだと最寄りのインターチェンジは山形中央インターチェンジであるが、会場及び会場周辺に駐車場がない為、山形北インターチェンジで下車し、山形ビッグウイングの無料駐車場に車を止めることを推進している。ビッグウイングからは大会当日臨時直行バスが運行している。
その他、山形駅などから有料のシャトルバスが運行している。